# The Tragically Hip

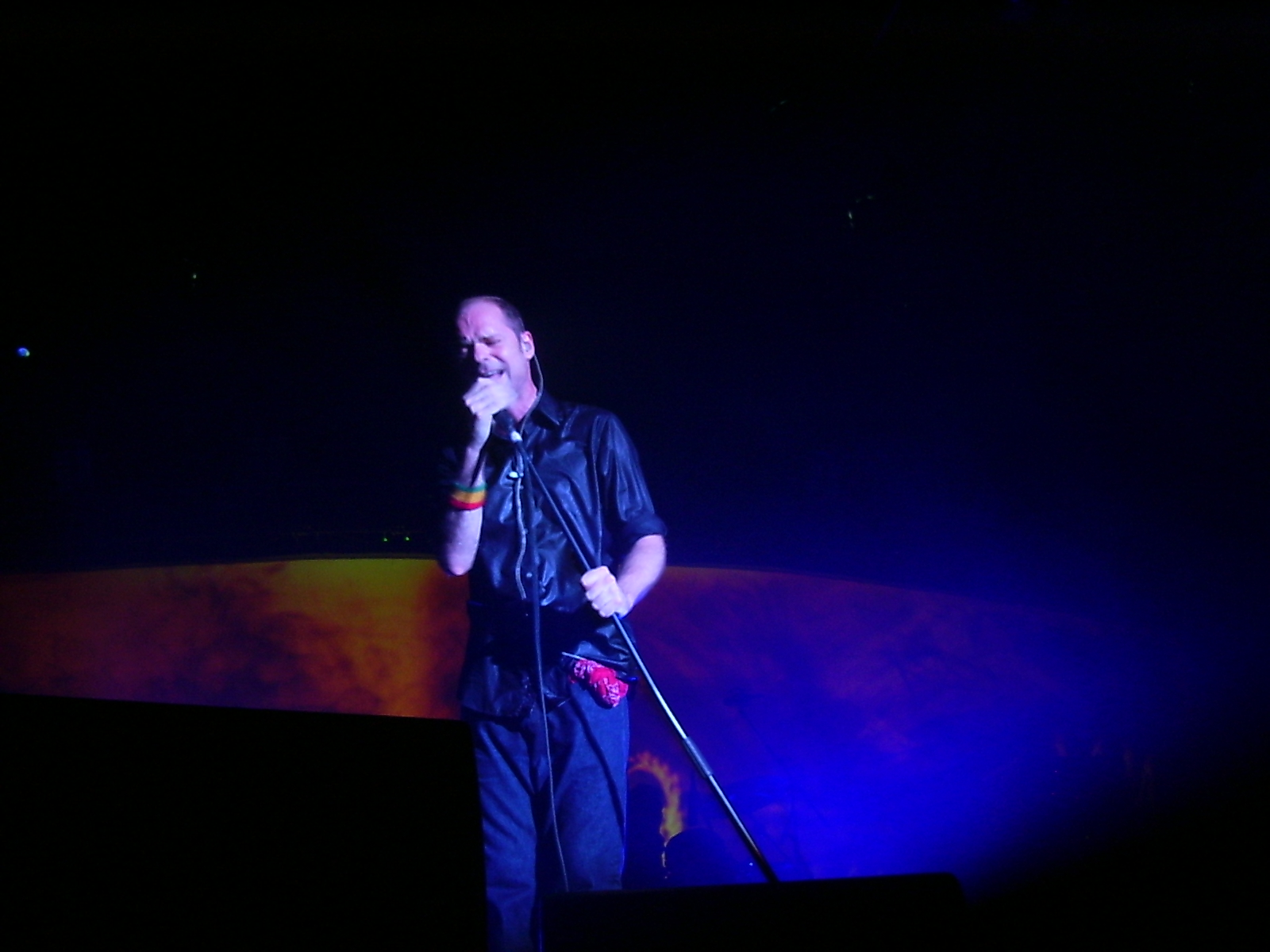
The Tragically Hip (2009)

The Tragically Hip war eine 1983 in Kingston, Ontario, gegründete kanadische Rockband.

## Werdegang
The Tragically Hip – oft auch einfach als The Hip bezeichnet – bestand aus Gord Downie (Gesang/Gitarre), Rob Baker (Gitarre), Johnny Fay (Schlagzeug/Perkussion), Paul Langlois (Gitarre/Gesang) und Gord Sinclair (Bass/Gesang).
1987 wurden die Musiker von MCA unter Vertrag genommen, nachdem Bruce Dickinson sie in der Horseshoe Tavern in Toronto gesehen hatte. Noch im selben Jahr veröffentlichten sie die EP The Tragically Hip. Dennoch blieben sie bis 1989 Up To Here erschien relativ unbekannt. Up To Here allerdings machte The Tragically Hip zu einer der einflussreichsten Bands Kanadas. 1992 entwickelten die Bandmitglieder das Another-Roadside-Attraction-Festival, welches durch Kanada tourt und kleinen, aufstrebenden Bands die Gelegenheit gibt vor großem Publikum aufzutreten.
In Kanada ist die Band sehr populär, während sie in den USA oder Europa eher unbekannt ist. Das mag auch darauf zurückzuführen sein, dass der Grundton und der Inhalt ihrer Musik auch als Paian an die kanadische Kultur aus Kleinstadtleben und Eishockey und an das Land selbst aufgefasst werden kann.
Dennoch nahm die Band das Livealbum Live Between Us 1996 in Detroit auf und trat bei Woodstock 1999 auf. Bei den Juno Awards 1997 erhielt die Band einen Preis in der Kategorie North Star Rock Album of the Year. Dies setzte sich 1999 mit Phantom Power und 2001 mit Music at Work fort. Die Kategorie wurde allerdings umbenannt in Best Rock Album.
Im Jahr 2005 wurde die Band mit der Aufnahme in die Canadian Music Hall of Fame geehrt.
2016 wurde bei Gord Downie Krebs diagnostiziert. Kurz vor seinem Tod erhielt Gord Downie bei Juno Awards 2017 drei Preise als Solokünstler und zwei mit der Gruppe. Er starb am 17. Oktober 2017 an den Folgen seiner Erkrankung.

## Diskografie

### Alben
- 1987: The Tragically Hip EP (CA: ×2Doppelplatin )
- 1989: Up to Here (CA: Diamant)
- 1991: Road Apples (CA: Diamant)
- 1992: Fully Completely (CA: Diamant)
- 1994: Day for Night (CA: ×6Sechsfachplatin )
- 1996: Trouble at the Henhouse (CA: ×5Fünffachplatin )
- 1997: Live Between Us (CA: ×2Doppelplatin )
- 1998: Phantom Power (CA: ×3Dreifachplatin )
- 2000: Music at Work (CA: ×2Doppelplatin )
- 2002: In Violet Light (CA: Platin)
- 2004: In Between Evolution (CA: Platin)
- 2005: Yer Favourites (CA: Diamant)
- 2006: Hipeponymous (CA: Platin)
- 2006: World Container (CA: Platin)
- 2009: We Are the Same (CA: Platin)
- 2012: Now for Plan A (CA: Gold)
- 2016: Man Machine Poem
- 2021: Saskadelphia
- 2022: Live at the Roxy

### Singles (mit Auszeichnungen)
- 2006: Ahead By A Century (CA: ×5Fünffachplatin )
- 2014: Wheat Kings (CA: Platin)

### Videoalben
- 1995: Heksenketel (CA: Platin)
- 2006: That Night in Toronto (CA: ×5Fünffachplatin )